# Longí Navàs i Ferré
Longí Navàs i Ferré o Longí Navàs i Ferrer (nascut el 7 de març de 1858 a Cabassers -el Priorat, Catalunya- i mort el 31 de desembre del 1938 a Girona) fou un dels entomòlegs més destacats del primer terç del segle xx, a més de naturalista, botànic, sacerdot i professor jesuïta.
Fou un científic i divulgador molt actiu; va descriure més de 3.300 nous tàxons, entre gèneres, espècies y varietats, quasi 2.200 corresponen a l'ordre dels neuròpters.

## Biografia
Fou el quart fill d'una família nombrosa formada per 13 germans i va estudiar el batxillerat al col·legi dels Escolapis de Reus on l'acabà a l'edat de 14 anys. Va anar llavors a Barcelona per a cursar dret a la universitat i estudis eclesiàstics al Seminari. Molt aviat, el 1875, ingressà en un noviciat per a jesuïtes al sud de França, ja que no podia fer-ho a Catalunya car, des del 1868, estava en vigor el decret de supressió de la Companyia de Jesús. Allà va cursar també estudis de llengües clàssiques (llatí i grec), les quals va arribar a dominar oralment i per escrit. També hi va estudiar filosofia, la qual va completar a Tortosa quan es va permetre de nou l'actuació dels jesuïtes. Va estar quatre anys al Col·legi de Manresa i en finalitzar l'any 1890 fou ordenat sacerdot. El 1892 es va incorporar al Col·legi del Salvador de Saragossa, on va arribar a ésser el responsable del seu petit museu d'Història Natural i professor d'aquesta assignatura i d'altres disciplines. La seua vida, de llavors ençà, va estar unida a aquest centre docent aragonès car, quan Navàs se'n va fer càrrec de l'àrea de Ciències Naturals, el seu museu va experimentar una millora molt notable, tant en quantitat com en qualitat.
El 1896 ingressà a la Institució Catalana d'Història Natural. A més de realitzar treballs entomològics, també va fer investigacions botàniques, especialment sobre líquens (en va publicar monografies i formar diversos herbaris), i, fins i tot, geològiques. Desitjós de tindre una formació acadèmica de caràcter científic, estudià, en dos anys, la llicenciatura en Ciències Naturals (1904). El 1905 participà, com a únic assistent de l'Estat espanyol, al Congrés Internacional de Botànica a Viena. Es va relacionar amb científics tan importants com els entomòlegs Ignacio Bolívar Urrutia (1850 - 1944), Ascensi Codina i Ferrer (1876 - 1932), José María Dusmet Alonso (1869 - 1960), Edmond de Sélys Longchamps (1813 - 1900), Robert Mac Lachlan (1837 - 1904), Joseph de Joannis (1864 - 1932) i molts d'altres.
La gran tasca que va realitzar fou la de caràcter entomològic (es va especialitzar en plecòpters i neuròpters) i així va mantindre durant molts anys intercanvis d'exemplars d'insectes amb zoòlegs i museus de tot el planeta. Va descriure gairebé 400 gèneres, més de 2.600 espècies i més de 240 varietats d'insectes nous per a la ciència. A més, va crear l'ordre nou dels rafidiòpters, del qual va descriure 12 gèneres i 27 espècies noves, i va ser un especialista mundial en neuròpters, de manera que encara avui el nom d'aquest jesuïta es troba associat a aquest ordre d'insectes del que va descriure gairebé 1.900 espècies i varietats i gairebé 300 gèneres nous per a la ciència. Va descobrir la somereta de Montsant i va publicar i descriure la troballa el 1899 amb el nom Steropleurus panteli.
La majoria de les seues col·leccions es troben actualment al Col·legi del Salvador de Saragossa i al Museu de Zoologia i el Col·legi Sant Ignasi, tots dos a Barcelona. En finalitzar el segle xx la Companyia de Jesús va cedir l'anomenada Col·lecció Navàs del Col·legi del Salvador a la Universitat de Saragossa. També, alguns dels exemplars recol·lectats per Longí Navàs es troben, entre d'altres, al Museu Britànic de Londres, al Museum National d'Histoire Naturelle de París i a museus de Brussel·les, Tervuren (Bèlgica), Torí (Itàlia) i Tucumán (l'Argentina). Malauradament, la col·lecció dipositada al museu d'Hamburg es va perdre com a conseqüència dels bombardejos de la Segona Guerra Mundial. Tot i així, al Museu de Zoologia de Barcelona es troba el més valuós de la seua col·lecció de neuròpters (més de 8.000 exemplars), mentre que la resta de la seua col·lecció d'insectes a l'Estat espanyol (uns 7.300) es troba a Saragossa.
Navàs realitzà també alguna incursió en el terreny paleontològic i així, durant l'any 1895 i a la muntanya del Moncayo, va descobrir i classificar el rèptil de 230 milions d'anys d'antiguitat Chirosaurus ibericus (també anomenat Chirotherium ibericum) i poc després el jaciment de fòssils de Libros, a Terol, on va descriure espècies i gèneres nous, com per exemple l'au Thiornis sociata (la qual es troba actualment al Museu Nacional de Ciències Natural de Madrid) i les granotes Rana pueyoi i Rana quellenbergi de fa uns 35 milions d'anys.
Els seus més de 600 articles i monografies científiques van aparèixer en revistes científiques de tot el món: Butlletí de la Institució Catalana d'Història Natural, Actas y el Boletín de la Sociedad Española de Historia Natural, Bulletin du Museum d'Histoire Naturelle (de París), Entomologischen Zeitschrift (de Frankfurt), Revista de la Sociedad Entomológica Argentina, Notes d'Entomologie Chinoise (de Xangai), etc. Va pertànyer a nombroses societats, acadèmies científiques (com ara, la Societat Catalana d'Història Natural de l'Institut d'Estudis Catalans i l'Acadèmia de Ciències de Madrid) i societats entomològiques nacionals de tot el món (Alemanya, Brasil, Egipte, Itàlia, Rússia, Suècia, Suïssa, etc.). Endemés, va participar en nombrosos congressos científics a l'Estat espanyol i en altres països. Des del punt de vista institucional, fou un dels fundadors el 1916 de l'Acadèmia de Ciències de Saragossa, el 1918 de la Societat Entomològica d'Espanya (que va aconseguir reunir en poc temps a la gairebé totalitat dels entomòlegs espanyols) i el 1919 de la Societat Ibèrica de Ciències Naturals (refundació de l'antiga Societat Aragonesa de Ciències Naturals, de la qual també havia estat un dels fundadors). Publicà obres de tema religiós i científic i un gran nombre d'articles en publicacions catalanes i estrangeres.
Morí refugiat a l'asil de les Germanetes dels Pobres (Girona) el 31 de desembre de 1938 i sense poder rebre, finalment, la condecoració que li va concedir el rei Leopold III de Bèlgica pels seus treballs de recerca.

## Abreviatura
L'abreviatura Navàs s'empra per indicar a Longinos Navàs Ferrer com a autoritat en la descripció i classificació científica d'insectes i vegetals.

## Publicacions
- Navàs, L., 1904. Excursión de la Sociedad Aragonesa de Ciencias Naturales á la Sierra de Guara en Julio de 1903. Boletín de la Sociedad aragonesa de Ciencias Naturales 3:190-201. «PDF». Arxivat de l'original el 2008-10-07. [Consulta: 10 desembre 2011].
- Navàs, L., 1905. Catálogo descriptivo de los insectos neurópteros de los alrededores de Madrid. Revista de la Real Academia de Ciencias Exactas Fisicas y Naturales de Madrid 2:521-574, 3 pl. «PDF». Arxivat de l'original el 2008-07-20. [Consulta: 10 desembre 2011].
- Navàs, L., 1905. Observaciones sobre el orden de los Neurópteros. Memorias de la Real Academia de Ciencias y Artes de Barcelona (3)5:189-207. «PDF». Arxivat de l'original el 2008-11-20. [Consulta: 10 desembre 2011].
- Navàs, L., 1906. Catálogo descriptivo de los insectos neurópteros de las Islas Canarias. Revista de la Real Academia de Ciencias Exactas Fisicas y Naturales de Madrid 4:687-706. «PDF». Arxivat de l'original el 2008-10-07. [Consulta: 10 desembre 2011].
- Navàs, L., 1907. Neurópteros de España y Portugal. Brotéria (Serie Zoológica) 6:43-100. 1 pl. «PDF». Arxivat de l'original el 2008-08-07. [Consulta: 10 desembre 2011].
- Navàs, L., 1909. Neurópteros de Egipto. Brotéria (Serie Zoológica) 8:105. «PDF». Arxivat de l'original el 2008-10-07. [Consulta: 10 desembre 2011].
- Navàs, L., 1909. Neurópteros de los alrededores de Madrid. Suplemento I. Revista de la Real Academia de Ciencias Exactas Fisicas y Naturales de Madrid 8:370-380. «PDF». Arxivat de l'original el 2008-08-29. [Consulta: 10 desembre 2011].
- Navàs, L., 1910. Mis excursiones entomológicas durante el verano de 1909 (2 Julio -- 3 Agosto). Butlletí de la Institució Catalana d'Història Natural (1)10:32-56, 74-75. «PDF». Arxivat de l'original el 2008-07-19. [Consulta: 10 desembre 2011].
- Navàs, L., 1911. Deux Ephémérides (Ins. Neur.) nouveaux du Congo Belge. Annales de la Société Scientifique de Bruxelles 35(pt. 1):221-224. «PDF». Arxivat de l'original el 2008-09-06. [Consulta: 10 desembre 2011].
- Navàs, L., 1911. Notas Entomológicas. 3. Excursiones por los alrededores de Granada. Boletin de la Sociedad Aragonesa de Ciencias Naturales 10:204-211, pl.4. «PDF». Arxivat de l'original el 2008-07-24. [Consulta: 10 desembre 2011].
- Navàs, L., 1911. Sur quelques insectes Névroptères de Saint-Nazaire (Loire-Inférieure) et environs (2e série). Annales de l'Association des Naturalistes de Levallois-Perret 17:11-12. «PDF».[Enllaç no actiu]
- Navàs, L., 1912. Insectos neurópteros nuevos. Verh. 8th Intern. Zool. Kongr., Graz 1910:746-751.
- Navàs, L., 1912. Neurópteros nuevos de América. Broteria (Serie Zoologica) 10:194-202. «PDF». Arxivat de l'original el 2008-12-05. [Consulta: 10 desembre 2011].
- Navàs, L., 1912. Notes sur quelques Névroptères d'Afrique. Rev. Zool. Afr. 1:401-410, pl. 21.
- Navàs, L., 1912. Notes sur quelques Névroptères d'Afrique. II. Rev. Zool. Afr. 1:401-410, pl. 21. «PDF». Arxivat de l'original el 2008-07-24. [Consulta: 10 desembre 2011].
- Navàs, L., 1912. Quelques Nevroptères de la Sibérie méridionale-orientale. Russki Entomologicheskoe Obozrenie 12:414-422.
- Navàs, L., 1913. Algunos órganos de la alas de los insectos. II International Congress of Entomology, Oxford, 1912, 2:178-186.
- Navàs, L., 1913. Mis excursiones por el extranjero en el verano de 1912 (25 julio - 16 septiembre). Memorias de la Real Academia de Ciencias y Artes de Barcelona (3)10:479-514. «PDF». Arxivat de l'original el 2008-07-20. [Consulta: 10 desembre 2011].
- Navàs, L., 1913. Notas Entomológicas. 4. Excursiones por los alrededores de Granada. Boletin de la Sociedad Aragonesa de Ciencias Naturales 12:75-77. «PDF». Arxivat de l'original el 2008-07-24. [Consulta: 10 desembre 2011].
- Navàs, L., 1915. Neue Neuropteren. Erste Serie. Entomol. Mitteil. 4:146-153. «PDF». Arxivat de l'original el 2008-10-07. [Consulta: 10 desembre 2011].
- Navàs, L., 1915. Neurópteros nuevos o poco conocidos (Cuarta serie). Memorias de la Real Academia de Ciencias y Artes de Barcelona (3)11:373-398. «PDF». Arxivat de l'original el 2008-09-06. [Consulta: 10 desembre 2011].
- Navàs, L., 1915. Neurópteros nuevos o poco conocidos (Quinta serie). Memorias de la Real Academia de Ciencias y Artes de Barcelona (3)11:455-480. 1 pl. «PDF». Arxivat de l'original el 2008-12-05. [Consulta: 10 desembre 2011].
- Navàs, L., 1915. Neurópteros nuevos o poco conocidos (Sexta serie). Memorias de la Real Academia de Ciencias y Ares de Barcelona (3)12:119-136. «PDF». Arxivat de l'original el 2008-08-21. [Consulta: 10 desembre 2011].
- Navàs, L., 1915. Neurópteros sudamericanos. Segunda serie. Broteria (Serie Zoologica) 13:5-13. «PDF». Arxivat de l'original el 2008-07-20. [Consulta: 10 desembre 2011].
- Navàs, L., 1915. Notes sur quelques Névroptères du Congo Belge. III. Rev. Zool. Afr. 4:172-182, pl. 5. «PDF». Arxivat de l'original el 2008-10-06. [Consulta: 10 desembre 2011].
- Navàs, L., 1916. Excursions entomològiques al nord de la provincia de Lleida. Butlletí de la Institució Catalana d'Història Natural (1)16:150-158.  Arxivat 2008-09-06 a Wayback Machine.
- Navàs, L., 1916. Neuroptera nova americana. Memorie della Pontificia Accademia Romana dei Nuovi Lincei (2)2:60-80.
- Navàs, L., 1916. Neuroptera nova Americana. I Series. Memorie dell'Accademia Pontifica dei Nuovi Lincei, Rome (2)2:59-69.  Arxivat 2008-07-20 a Wayback Machine.
- Navàs, L., 1916. Neurópteros nuevos o poco conocidos (Séptima serie). Memorias de la Real Academia de Ciencias y Artes de Barcelona (3)12:219-243.  Arxivat 2008-10-07 a Wayback Machine.
- Navàs, L., 1916. Neurópteros Sudamericanos. Tercera serie. Neurópteros del Brasil recogidos por el R. P. Joaquín da Silva Tavares S. J. Brotéria (Serie Zoológica) 14:14-35.  Arxivat 2008-07-20 a Wayback Machine.
- Navàs, L., 1917. Algunos insectos Neurópteros de la Argentina. Physis 3:186-196.
- Navàs, L., 1917. Comunicaciones entomológicas. 2. Excursiones entomológicas por Aragón y Navarra. Revista de la (Real) Academia de Ciencias Exactas Fisico-Quimicas y Naturales de Zaragoza (1)2:81-91.  Arxivat 2008-12-05 a Wayback Machine.
- Navàs, L., 1917. Neurópteros nuevos de España. Tercera (III) serie. Revista de la Real Academia de Ciencias Exactas Fisicas y Naturales de Madrid 15:739-751.  Arxivat 2008-08-07 a Wayback Machine.
- Navàs, L., 1917. Neurópteros nuevos o poco conocidos (Novena serie). Memorias de la Real Academia de Ciencias y Artes de Barcelona (3)13:393-406. 6 figures.  Arxivat 2008-09-06 a Wayback Machine.
- Navàs, L., 1917. Neurópteros nuevos o poco conocidos (Octava serie). Memorias de la Real Academia de Ciencias y Artes de Barcelona (3)13:155-178.  Arxivat 2008-10-07 a Wayback Machine.
- Navàs, L., 1917. Névroptères de l'Indo-Chine. 2e série. Revue illustrée d'Entomologie: Rennes 7:8-17.  Arxivat 2008-07-24 a Wayback Machine.
- Navàs, L., 1918. Excursiones entomológicas por el Norte de la provincia de Lérida (6-24 de Julio de 1917). Butlletí de la Institució Catalana d'Història Natural (1)18:36-49.  Arxivat 2008-07-24 a Wayback Machine.
- Navàs, L., 1918. Insecta nova. III Series. Memorie dell'Accademia Pontifica dei Nuovi Lincei, Rome (2)4:1-11.  Arxivat 2008-07-20 a Wayback Machine.
- Navàs, L., 1918. Insectos chilenos. Boletin de la Sociedad Aragonesa de Ciencias Naturales 17:212-230.
- Navàs, L., 1919. Algunos insectos Neurópteros de la Argentina. Serie 2. Physis 9:80-90.
- Navàs, L., 1919. Excursiones entomológicas por Cataluña durante el verano de 1918. Memorias de la Real Academia de Ciencias y Artes de Barcelona (3)15:181-214.  Arxivat 2008-07-19 a Wayback Machine.
- Navàs, L., 1919. Insecta nova. VI Series. Memorie dell'Accademia Pontifica dei Nuovi Lincei, Rome (2)5:11-19.  Arxivat 2008-07-19 a Wayback Machine.
- Navàs, L., 1920. Neurópteros (Ins.) del Japón. Revista de la Real Academia de Ciencias Exactas Fisicas y Naturales de Madrid (1919) 18:157-164. [Enllaç no actiu]
- Navàs, L., 1920. Algunos insectos de Santa Fe (Republica Argentina) recogidos por el P. Juan C. Muhn, S. J. Estudios 18:131-135.
- Navàs, L., 1920. Algunos insectos del Brasil. 3ª Serie. Revista do Museu Paulista 12:413-417.
- Navàs, L., 1920. Insectos Sudamericanos. 1ª Serie. Anales de la Sociedad Científica Argentina 90:33-43.
- Navàs, L., 1920. Insectos Sudamericanos. 3ª Serie. Anales de la Sociedad Científica Argentina 90:52-72.
- Navàs, L., 1921. Algunos insectos del Uruguay. Boletín de la Sociedad Entomologica de España 4:102.  Arxivat 2008-07-19 a Wayback Machine.
- Navàs, L., 1921. Mis excursiones científicas del verano de 1919. Memorias de la Real Academia de Ciencias y Artes de Barcelona (3)17:143-169.  Arxivat 2008-10-07 a Wayback Machine.
- Navàs, L., 1922. Algunos insectos de Chile. Revista Chilena de Historia Natural 25:443-445.
- Navàs, L., 1922. Efemerópteros nuevos o poco conocidos. Boletin de la Sociedad Entomológica de España 5:54-63.  Arxivat 2008-10-06 a Wayback Machine.
- Navàs, L., 1922. Insectos de la excursión de D. Ascensio Codina a Marruecos, 1921. Musei Barcinonensis Scientiarum Naturalium Opera 4:119-127.  Arxivat 2008-10-06 a Wayback Machine.
- Navàs, L., 1922. Estudis sobre Neuròpters (Insectes). Arxius d'Institut de Ciències (Barcelona) 7:179-203.
- Navàs, L., 1922. Insectos de Fernando Poo. Treballs del Museu de Ciències Naturals de Barcelona 4:107-116.
- Navàs, L., 1922. Insectos nuevos o poco conocidos. Memorias de la Real Academia de Ciencias y Artes de Barcelona (3)17:383-400.  Arxivat 2008-07-24 a Wayback Machine.
- Navas, L., 1922. Insectos nuevos o poco conocidos. Mem. R. Acad. Cienc. Artes Barcelon 17(15):1-20.
- Navàs, L., 1922. Mis excursiones entomológicas durante el verano de 1921. Boletín de la Sociedad Entomologica de España 5:107-119.  Arxivat 2008-12-05 a Wayback Machine.
- Navàs, L., 1923. Algunos insectos de Chile. Revista Chilena de Historia Natural (1921) 25:443-445.  Arxivat 2008-07-19 a Wayback Machine.
- Navàs, L., 1923. Estudis sobre Neuròpters (Insectes). Arxius de l'Institut d'Estudis Catalans, Secció de Ciències, Barcelona 7:179-203.  Arxivat 2008-10-15 a Wayback Machine.
- Navàs, L., 1923. Insecta nova. VIII Series. Memorie dell'Accademia Pontifica dei Nuovi Lincei, Rome (2)6:1-8.  Arxivat 2008-07-19 a Wayback Machine.
- Navàs, L., 1923. Insecta nova. VIII Serie. Memorie della Pontificia Accademia romana dei Nuovi Lincei (2)6:1-27.
- Navàs, L., 1923. Insectos nuevos de España. Boletín de la Sociedad Entomologica de España 6:83-84, 113-116.  Arxivat 2008-11-20 a Wayback Machine.
- Navàs, L., 1924. Insecta orientalia. III Series. Memorie dell'Accademia Pontifica dei Nuovi Lincei, Rome (2)7:217-228.  Arxivat 2008-07-19 a Wayback Machine.
- Navàs, L., 1924. Insectes de l'excursió de D. Ascensi Codina a Castella i Andalusia, al juny de 1923. Trab. Mus. Cienc. Nat. Barcelona 4(11):1-10.  Arxivat 2008-09-06 a Wayback Machine.
- Navàs, L., 1924. Insectos de la América Central. Brotéria (Serie Zoológica) 21:55-86.  Arxivat 2008-10-06 a Wayback Machine.
- Navàs, L., 1924. Insectos de la Argentina y Chile. Estudios 1922:358-368.
- Navàs, L., 1924. Insectos suramericanos. Novena Serie. Revista de la Academia Cientifica de Madrid 31:155-184.
- Navàs, L., 1924. Mis excursiones entomológicas del verano de 1924. Brotéria (Serie Zoológica) 21:115-150.  Arxivat 2008-12-05 a Wayback Machine.
- Navàs, L., 1925. Ephemerópteros (Ins.) de la Peninsula Ibérica. Congreso de Coimbra. Asociacion Española para el Progreso de las Ciencias 6:157-161. [Enllaç no actiu]
- Navàs, L., 1925. Insectos neotrópicos. 1a. Serie. Revista Chilena de Historia Natural 29:305-313.  Arxivat 2008-10-07 a Wayback Machine.
- Navàs, L., 1925. Mis excursiones del verano de 1925. Brotéria (Serie Zoológica) 22:131-140.  Arxivat 2008-07-19 a Wayback Machine.
- Navàs, L., 1926. Algunos insectos del Museo de Paris. 3ª Serie. Broteria (Série Zoológica) 23:95-115.  Arxivat 2008-07-19 a Wayback Machine.
- Navàs, L., 1926. Efemerópteros nuevos de la República Argentina. Revista de la Sociedad Entomologica Argentina 1:33-35.
- Navàs, L., 1926. Insectos neotropicos. 2a serie. Revista Chilena de Historia Natural 30:326-336.  Arxivat 2008-10-07 a Wayback Machine.
- Navàs, L., 1926. Mis excursiones científicas en 1926. Revista de la (Real) Academia de Ciencias Exactas Fisico-Quimicas y Naturales de Zaragoza (1)10:81-124.  Arxivat 2008-10-07 a Wayback Machine.
- Navàs, L., 1926. Nevropteres d'Egypte et de Palestine, 2me & 3me parties. Bull. Soc. R. Ent. Egypte 19:26-62.
- Navàs, L., 1926. Quelques insectes des environs de Grenoble et des collections de l'Institut d'Hydrobiologie et de Pisciculture. Compte Rendu de l'Association Française pour l'Avancement des Sciences (1925) 49:417-419. [Enllaç no actiu]
- Navàs, L., 1927. Insectos de la Somalia Italiana. Mem. Soc. Entomol. Italiana 6(1):85-89.
- Navàs, L., 1927. Insectos nuevos de la República Argentina. Revista de la Sociedad Entomologica Argentina 1:27-29, pl. 3.
- Navàs, L., 1927. Veinticinco formas nuevas de insectos. Boletin de la Sociedad Iberica de Ciencias Naturales 26(2-5):48-75.
- Navàs, L., 1928. Comunicaciones entomológicas. 10 (sic; =9). Mis excursiones científicas en 1927. Revista de la (Real) Academia de Ciencias Exactas Fisico-Quimicas y Naturales de Zaragoza (1927) (1)11:79-137.  Arxivat 2008-07-24 a Wayback Machine.
- Navàs, L., 1928. Excursiones por la provincia de Gerona. Butl. Institución Catalana de Historia Natural (2)8(1-2):37-53.
- Navàs, L., 1928. Insectos de la Argentina. Cuarta serie. Estudios (Buenos Aires):7-8.
- Navàs, L., 1928. Insectos de la Somalia italiana. Memorie della Società Entomologica Italiana (1927) 6:85-89. [Enllaç no actiu]
- Navàs, L., 1928. Insectos neotrópicos. 4ª Serie. Revista Chilena de Historia Natural 32:106-128.  Arxivat 2008-08-21 a Wayback Machine.
- Navàs, L., 1928. Insectos recogidos en España por el doctor F. Haas. Boletín de la Sociedad Entomologica de España (1927) 10:121-124.  Arxivat 2008-07-24 a Wayback Machine.
- Navàs, L., 1929. Comunicaciones entomológicas. 11. Insectos de la Cirenaica. Revista de la (Real) Academia de Ciencias Exactas Fisico-Quimicas y Naturales de Zaragoza (1)13:13-28.  Arxivat 2008-08-29 a Wayback Machine.
- Navàs, L., 1929. Excursiones por la provincia de Gerona. Butlleti de la Institución Catalana de Historia Natural (ser.2) 9(1-2):33-55.  Arxivat 2008-11-20 a Wayback Machine.
- Navàs, L., 1929. Insectes du Congo Belge (Série III). Revue de Zoologie et de Botanique Africaines 18:92-112.  Arxivat 2008-10-07 a Wayback Machine.
- Navàs, L., 1929. Insectes Névroptères et voisins de Barbarie (Septième série). Bulletin de la Société d'Histoire Naturelle de l'Afrique du Nord 20:57-60.  Arxivat 2008-08-29 a Wayback Machine.
- Navàs, L., 1929. Insectos de la Argentina. Quinta Serie. Revista de la Sociedad Entomologica Argentina 32:219-225.
- Navàs, L., 1929. Insectos neurópteros y afines recogidos por el Sr. Dusmet. Boletín de la Sociedad Entomologica de España (1928) 11:164.  Arxivat 2008-07-24 a Wayback Machine.
- Navàs, L., 1930. Algunos insectos de Chile. 3.ª Serie. Revista Chilena de Historia Natural 33:326-334.  Arxivat 2008-11-20 a Wayback Machine.
- Navàs, L., 1930. Algunos insectos de Chile. Serie 4ª. Revista Chilena de Historia Natural 34:350-366.
- Navàs, L., 1930. Algunos insectos de Guayaquil (Ecuador). Revista Chilena de Historia Natural 34:18-19.
- Navàs, L., 1930. Excursión a Rivera de Cardós, Pallars (Lérida). Butl. Institución Catalana de Historia Natural (2)10(3):48-57.  Arxivat 2008-09-06 a Wayback Machine.
- Navàs, L., 1930. Insecta orientalia. VIII Series. Memorie dell'Accademia Pontifica dei Nuovi Lincei, Rome (2)14:419-434.  Arxivat 2008-10-06 a Wayback Machine.
- Navàs, L., 1930. Insectes du Congo Belge (Serie IV). Rev. Zool. Bot. Afr. 19:305-336.
- Navàs, L., 1930. Insectos de la Argentina. Sexta Serie. Revista de la Sociedad Entomologica Argentina 3:125-132.
- Navàs, L., 1930. Insectos del Museo de Paris. 5.a Série. Brotéria (Série Zoologica) 24:5-24.  Arxivat 2008-07-19 a Wayback Machine.
- Navàs, L., 1930. Insectos del Museo de Paris. 6.a Série. Brotéria (Série Zoologica) 24:120-144.  Arxivat 2008-10-07 a Wayback Machine.
- Navàs, L., 1930. Insectos neotropicos. 6ª Serie (1). Revista Chilena de Historia Natural 34:62-75.  Arxivat 2008-07-20 a Wayback Machine.
- Navàs, L., 1930. Névroptères et insectes voisins. Chine et pays environnants. 1ère Série. Notes d'Entomologie Chinoise, Musée Heude 1(6):1-12.
- Navàs, L., 1931. Comunicaciones entomológicas. Insectos de la India. 4.a Serie. Revista de la Academia de Ciencia Exacta Fisico-Quimicas y Naturales de Zaragoza (1)15:11-41.  Arxivat 2008-10-06 a Wayback Machine.
- Navàs, L., 1931. De mis ultimas excursiones entomologicas (1930-1931). Bol. Soc. Entomol. Esp. 14:116-130.
- Navàs, L., 1931. Insectes du Congo Belge (Série VI). Revue de Zoologie et de Botanique Africaines 21:125-144.  Arxivat 2008-07-19 a Wayback Machine.
- Navàs, L., 1931. Insectos de la Argentina. Revista de la Sociedad Entomologica Argentina 3:317-324.
- Navàs, L., 1931. Insectos del Brasil. 4ª Serie. 455-457.
- Navàs, L., 1931. Insectos del Museo de París. 7.a série. Brotéria (Serie Zoológica) 27:101-113.  Arxivat 2008-07-20 a Wayback Machine.
- Navàs, L., 1931. Insectos del Museo de París. 8.a série. Brotéria (Serie Zoológica) 27:114-136.  Arxivat 2010-03-26 a Wayback Machine.
- Navàs, L., 1931. Insectos neurópteros y afines de la Lorena (Francia). Brotéria (Zoológica) 27:137-144. [Enllaç no actiu]
- Navàs, L., 1931. Névroptères et insectes voisins. Chine et pays environnants. 2e Série. Notes d'Entomologie Chinoise, Musée Heude 1(7):1-10.
- Navàs, L., 1932. Fáunula de Sobradiel (Zaragoza). Revista de la Academia de Ciencias Exactas, Físico-Químicas y Naturales de Zaragoza 16:11-28.
- Navàs, L., 1932. Insecta orientalia. X series. Memorie dell'Accademia Pontifica dei Nuovi Lincei, Rome (2)16:921-949. [Enllaç no actiu]
- Navàs, L., 1932. Insecta orientalia. XI series. Memorie dell'Accademia Pontifica dei Nuovi Lincei, Rome (2)16:951-956. [Enllaç no actiu]
- Navàs, L., 1932. Insectos de Francia interesantes. Boletín de la Sociedad Entomologica de España 15:91-100. [Enllaç no actiu]
- Navàs, L., 1932. Insectos suramericanos. Quinta (V) serie. Revista de la Real Academia de Ciencias Exactas Fisicas y Naturales de Madrid 29:53-66. [Enllaç no actiu]
- Navàs, L., 1932. Névroptères et insectes voisins. Chine et pays environnants. 3e Série. Notes d'Entomologie Chinoise, Musée Heude 1(8):1-11.
- Navàs, L., 1933. Algunos insectos de Chile. 4. Serie. Revista Chilena de Historia Natural 37:230-234. [Enllaç no actiu]
- Navàs, L., 1933. Insecta orientalia. XII series. Memorie dell'Accademia Pontifica dei Nuovi Lincei, Rome (2)17:75-108. [Enllaç no actiu]
- Navàs, L., 1933. Insectos de la Argentina. Revista de la Academia de Ciencias de Zaragoza 16:87-120. [Enllaç no actiu]
- Navàs, L., 1933. Insectos de la Argentina y Chile. Revista de la Sociedad Entomológica Argentina 5:79-86.
- Navàs, L., 1933. Insetti neurotteri e affinin del Piemonte. Memorie della Società Entomologica Italiana 12:150-162. [Enllaç no actiu]
- Navàs, L., 1933. Névroptères et insectes voisins. Chine et pays environnants. 4e Série. Notes d'Entomologie Chinoise 1(9):1-23. [Enllaç no actiu]
- Navàs, L., 1933. Névroptères et insectes voisins. Chine et pays environnants. Cinquième Série. Notes d'Entomologie Chinoise, Musée Heude 1(13):1-10. [Enllaç no actiu]
- Navàs, L., 1933. Voyage de MM. L. Chopard et A. Méquignon aux Açores (août-septembre 1930). III. Névroptères et pseudo-névroptères. Ann. Soc. Entomol. France 102:19-20. [Enllaç no actiu]
- Navàs, L., 1934. Insectos suramericanos. Octava (VIII) serie. Revista de la Real Academia de Ciencias Exactas Fisicas y Naturales de Madrid 31:9-28. [Enllaç no actiu]
- Navàs, L., 1934. Insectos suramericanos. Novena (IX) serie. Revista de la Real Academia de Ciencias Exactas Fisicas y Naturales de Madrid 31:155-184. [Enllaç no actiu]
- Navàs, L., 1934. Névroptères et insectes voisins. Chine et pays environnants. Sixième Série. Notes d'Entomologie Chinoise, Musée Heude 1(14):1-10. [Enllaç no actiu]
- Navàs, L., 1935. Insectos suramericanos. Décima (X) serie. Revista de la Real Academia de Ciencias Exactas Fisicas y Naturales de Madrid (1934) 32:360-375. [Enllaç no actiu]
- Navàs, L., 1935. Comunicaciones entomológicas. 18. Insectos de Madagascar. Segunda serie. Revista de la (Real) Academia de Ciencias Exactas Fisico-Quimicas y Naturales de Zaragoza (1)18:42-74. [Enllaç no actiu]
- Navàs, L., 1935. Décadas de insectos nuevos. Década 27. Brotéria (Ciências Naturais) 31:97-107. [Enllaç no actiu]
- Navàs, L., 1935. Insectos de Berbería. Serie 12. Boletín de la Sociedad Entomológica de España. 18:77-100. [Enllaç no actiu]
- Navàs, L., 1935. Insectos del Piamonte (Italia). Neurópteros y afines. Boletin de la Sociedad Ibérica de Ciencias Naturales 34:33-45. [Enllaç no actiu]
- Navàs, L., 1935. Névroptères et insectes voisins. Chine et pays environnants. 8e Série. Notes d'Entomologie Chinoise, Musée Heude 2(5):1-19.
- Navàs, L., 1936. Algunos insectos de Chile. 7ª Serie. Revista Chilena de Historia Natural 39:138-140. [Enllaç no actiu]
- Navàs, L., 1936. Comunicaciones entomológicas. 19. Insectos de Madagascar. Tercera serie. Revista de la (Real) Academia de Ciencias Exactas Fisico-Quimicas y Naturales de Zaragoza (1)19:100-110. [Enllaç no actiu]
- Navàs, L., 1936. Efémera nueva de Etiopía. Boletín de la Sociedad Entomologica de España 18:70-71. [Enllaç no actiu]
- Navàs, L., 1936. Insectes du Congo Belge. Série IX. Rev. Zool. Bot. Afr. 28:333-368.
- Navàs, L., 1936. Insectos del Brasil. 4ª Serie. Revista do Museu Paulista 17(1):455-457.
- Navàs, L., 1936. Insectos del Brasil. 5ª Serie. Revista do Museu Paulista.
- Navàs, L., 1936. Névroptères et insectes voisins. Chine et pays environnants. 7e Série. Notes d'Entomologie Chinoise, Musée Heude 2(1):1-16.
- Navàs, L., 1936. Névroptères et insectes voisins. Chine et pays environnants. 9e Série. Notes d'Entomologie Chinoise, Musée Heude 3(4):37-63.
- Navàs, L., 1936. Névroptères et insectes voisins. Chine et pays environnants. 9e Série, suite. Notes d'Entomologie Chinoise, Musée Heude 3(7):117-132.